# 下条村 (新潟県中魚沼郡)
下条村（げじょうむら）は、かつて新潟県中魚沼郡にあった村。

## 沿革
- 1900年（明治33年）6月22日 - 中魚沼郡下組村、三好村が合併して、下条村が発足。
- 1901年（明治34年）11月1日 - 中魚沼郡東下組村と合併して、下条村を新設。
- 1955年（昭和30年）2月1日 - 十日町市に編入され消滅。